# Nicholas Winton
Sir Nicholas George Winton, MBE, britanski človekoljub, * 19. maj 1909, Hampstead, London, Združeno kraljestvo, † 1. julij 2015, Slough, Berkshire, Združeno kraljestvo
Organiziral je rešitev 669 večinoma judovskih otrok iz Češkoslovaške na predvečer druge svetovne vojne, delno že v času nemške okupacije. Winton je za otroke našel v Britaniji sprejemne družine in organiziral varen prevoz.. Britanski tisk ga je poimenoval »britanski Schindler«.
Operacija reševanja otrok, ki jo je organiziral Winston s sodelavci, je opisana v knjigi. Posneti so bili tudi trije filmi.
Sicer je v več podobnih operacijah bilo rešeno pred gotovim uničenjem v času nacistične okupacije Evrope okoli 10.000 pretežno judovskih otrok (operacija poimenovana skupno Kindertransport).